# Johann Olav Koss
Johann Olav Koss, född 29 oktober 1968 i Drammen i Norge, är en norsk före detta skridskoåkare.
Han tillhörde världseliten i slutet av 1980-talet och början av 1990-talet. Johann Olav Koss har vunnit fyra OS-guld, OS-silver, tre VM-guld, VM-silver, VM-brons, EM-guld och tre EM-silver. Han satte totalt 10 världsrekord på 1 500 meter, 3 000 meter, fem gånger på 5 000 meter och två gånger på 10 000 meter.

## Meriter
- 1990 Världsmästare
- 1990 Aftenpostens guldmedalj
- 1991 Norska sportjournalisternas statyett
- 1991 Europamästare
- 1991 Världsmästare och världsrekord på 5 000 och 10 000 meter
- 1992 Silver i EM
- 1992 OS-guld på 1 500 meter, silver på 10 000 meter
- 1992 Brons i VM
- 1993 Silver i EM
- 1993 Silver i VM
- 1994 Silver i EM
- 1994 OS-guld världsrekord på 1 500, 5 000 och 10 000 meter
- 1994 Världsmästare i Göteborg

## Personliga rekord[7]
- 500 meter 37,98
- 1 000 meter 1.14,9
- 1 500 meter 1.51,29
- 3 000 3.57,52
- 5 000 6.34,96
- 10 000 13.30,55

## Priser och utmärkelser
- Oscar Mathisens pris 1990, 1991 och 1994[8]
- Norska sportjournalisternas statyett 1991 och 1994[9]
- Fearnleys olympiske ærespris 1994[10]